# Phytocoris relativus
Phytocoris relativus är en insektsart som beskrevs av Knight 1968. Phytocoris relativus ingår i släktet Phytocoris och familjen ängsskinnbaggar. Inga underarter finns listade i Catalogue of Life.